# شان جیمز مارشال
شان جیمز مارشال (انگلیسی: Sean Marshall؛ زادهٔ ۱۱ آوریل ۱۹۸۵) بازیکن بسکتبال اهل ایالات متحده آمریکا است.